# Vitalianus-Stein

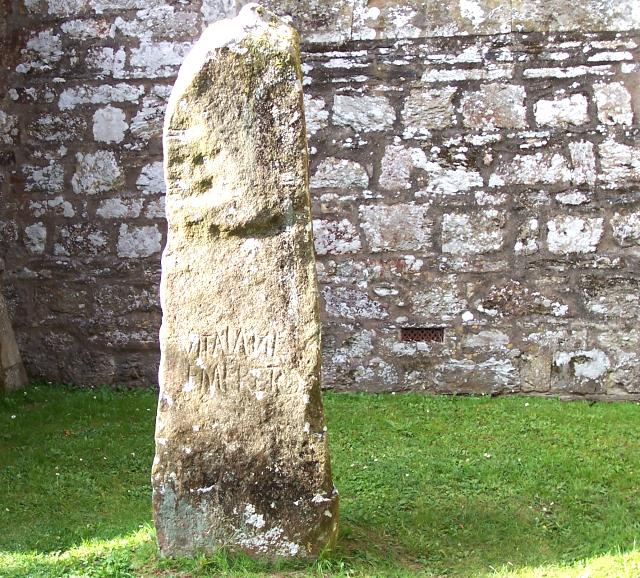
Vitalianus-Stein

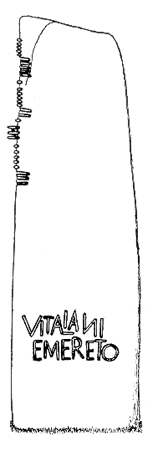
Abzeichnung der beiden Inschriften

Der Vitalianus-Stein, auch Vitalinus-Stein und Nevern-Stein II genannt, steht neben dem Eingang der St. Brynach’s Church in dem kleinen Dorf Nevern, in Pembrokeshire, in Wales. Bei den zwei Inschriften besteht die eine aus Ogham-Zeichen und die andere aus lateinischen Buchstaben. Der Stein wird ins 5. Jahrhundert bis Anfang des 6. Jahrhunderts n. Chr. datiert.

## Beschreibung und Geschichte
Der Vitalianus-Stein ist 159 cm hoch, 61 cm lang und 51 cm breit. Er besteht aus Dolerit und hat vereinzelt Stellen aus Feldspat.
Die Existenz dieses Steins wurde 1695 erstmals erwähnt, wobei der Stein jedoch nicht mehr aufgefunden werden konnte. Erst 1895 wurde der Stein durch den walisischen Keltologen John Rhys etwa 3,5 km vom Dorf Nevern entfernt wiederentdeckt.  Der Stein war zwischenzeitlich als Torpfosten am Eingang eines Bauernhofes verwendet worden. Jahre später wurde der Stein wieder zur Kirche in Nevern zurückgebracht, wo er bereits ursprünglich vor seiner Entwendung und Zweckentfremdung als Torpfosten gewesen war.

## Inschriften
Ogham-Inschrift:
᚛ ᚃᚔᚈᚐᚂᚔᚐᚅᚔ ᚜
(Leserichtung auf dem Foto und in nebenstehender Abzeichnung von unten nach oben)
Übertragung:
FITALIANI
Übersetzung:
(Stein) des Vitalianus
Latein-Inschrift:
VIT{AL}IANI
EMERETO
{AL} ist eine Ligatur aus A und L.
Übertragung:
VITALIANI
EMERETO
Übersetzung:
(Stein) des Vitalianus Emereto
Ob Emereto ein Personenname ist oder ob es sich um einen Beinamen zu Vitalianus handelt, ist in der Forschung unsicher.

## Datierung
Der Vitalianus-Stein wird in der Forschung auf die Zeit von 400 bis 533 n. Chr. datiert. Victor Erle Nash-Williams datiert in seiner Veröffentlichung von 1950 die Inschriften auf 400 – 533, Kenneth Hurlstone Jackson 1953 auf 400 – 499 und Charles Thomas 1994 auf 466 – 533 n. Chr.